# الدوري الإنجليزي لكرة القدم 1937–38
الدوري الإنجليزي لكرة القدم 1937–38 (بالإنجليزية: 1937–38 Football League)‏ هو موسم من دوري كرة القدم الإنجليزي. فاز فيه نادي أرسنال.